# Mirosław Matyja
Mirosław Matyja (ur. 6 kwietnia 1961 w Jabłonce) – polski ekonomista i politolog, doktor nauk ekonomiczno-społecznych i filozoficznych. 

## Życiorys
Od 1989 mieszka na stałe w Szwajcarii. Zatrudniony na Uniwersytecie we Fryburgu w Szwajcarii (1997), nauk filozoficznych w Polskim Uniwersytecie na Obczyźnie (PUNO w Londynie, 2012) i nauk społecznych w dyscyplinie nauka o polityce na Uniwersytecie Marii Curie-Skłodowskiej w Lublinie (2016).
Od 2016 pracuje na stanowisku profesora w PUNO w Londynie. Pracował na tym samym stanowisku na Uniwersytecie Selinus w Bolonii (Włochy), Indian Management School and Research Centre w Mumbaju (Indie), Uniwersytecie Guadalajara, Campus Tabasco w Villahermosa w Meksyku (2012–2014) i Krakowskiej Akademii im. Andrzeja Frycza Modrzewskiego (2014–2015). W Szwajcarii pracował m.in. w Archiwum Federalnym Konfederacji Szwajcarskiej w Bernie, na Uniwersytecie Berneńskim, w Radzie Nadzoru Rynku Finansowego FINMA w Bernie oraz w Departamencie Gospodarki, Edukacji i Badań Naukowych w Bernie. Honorowy profesor na Logos University w Miami (USA) i doktor honoris causa Greenlight University w Lusaka (Zambia).
Badacz funkcjonalności i dysfunkcjonalności demokracji bezpośredniej w Szwajcarii i zwolennik wprowadzenia w Polsce elementów tej wersji demokracji. Autor hasła polska semidemokracja.
Badacz losów 2. Dywizji Strzelców Pieszych internowanej w Szwajcarii w latach 1940–1945. Jest członkiem redakcji Aspektu Polskiego w Łodzi, redakcji „Naszej Gazetki” w Zurychu, zarządu rady programowej EuroPartner w Poznaniu, ProLitteris, Schweizerische Urheberrechtsgesellschaft für Literatur und bildende Kunst (Zurych), Schweizerische Gesellschaft für Volkswirtschaft und Statistik (Bern), Schweitzer Akademie der Geistes- und Sozialwissenschaften (Bern), Association Polonaise de Autres Journalistes et Traducteurs en Europe A.P.A.J.T.E. (Paryż). Redaktor naczelny międzynarodowego czasopisma naukowego „The American Journal of Social Science and Education Innovations”, ekspert portalu wiedzy eksperckiej „Jutro Polski”, redaktor „Aspektu Polskiego” w Łodzi, redaktor „Naszej Gazetki” w Zurychu. W 2019 otrzymał srebrny medal Tow. H. Cegielskiego w Poznaniu „Labor Omnia Vincit”. W październiku 1990 dokonał pierwszego polskiego wejścia na szczyt Tilicho (7134 m) w masywie Annapurna w Himalajach w ramach ekspedycji zorganizowanej przez uniwersytet w Bernie. Koordynator merytoryczny portalu LubBezpośrednio.pl – Instytutu Demokracji Bezpośredniej w Polsce.
W wyborach prezydenckich w 2025 został członkiem komitetu poparcia Artura Bartoszewicza.

## Nagrody
Nagrodzony przez Zrzeszenia Konfederacji Przemysłowców i Pracodawców Europy (UNICE) w Brukseli za popularyzację tej instytucji na forum europejskim (1998) oraz przez Instytut Literacki (Institut Littéraire) w Paryżu za publikacje na łamach czasopisma „Kultura” (1999). 
W 2019 otrzymał srebrny medal Tow. H. Cegielskiego w Poznaniu „Labor Omnia Vincit”.

## Publikacje
- Der Einfluss der Vereinigung der Industrie- und Arbeitgeberverbände Europas (UNICE) auf den Entscheidungsprozess der Europäischen Union, Peter Lang, Bern 1999.
- Proces transformacji w krajach środkowoeuropejskich w aspekcie integracji europejskiej, [w:] Studi onore di Jan Wladyslaw Wos per il suo 60. compleanno, Trento 1999, s. 485–501.
- Komitologieausschüsse als Regulierungsfaktor im Entscheidungsprozess der Europäischen Union, Europainstitut, Basel 1999.
- Wpływ Zrzeszenia Konfederacji Przemysłowców i Pracodawców Europy (UNICE) na proces decyzyjny w Unii Europejskiej, Scholar, Warszawa 2000.
- Federalism and multiethnicity in Switzerland, [w:] Essays on Regionalisation. Collection of reports submitted at the International Conference: Regionalisation in Southeast Europe: Comparative Analysis and Perspectives, Subotica 2001, s. 129–136.
- Interessenverbände im Entscheidungsprozess der Europäischen Union, [w:] Lobbying: Strukturen, Akteure, Strategien, R. Kleinfeld, A. Zimmer, U. Willems (red.), Wiesbaden 2007, s. 148–168.
- SWISS MADE – Jak funkcjonuje wielokulturowa Szwajcaria?, Poligraf, Brzezia Łąka 2010.
- Niespełnione nadzieje. Losy 2. Dywizji Strzelców Pieszych w latach 1940–1945, Adam Marszałek, Toruń 2013.
- Internowanie polskiej 2. Dywizji Strzelców Pieszych w Szwajcarii w latach 1940–1945 na podstawie V konwencji haskiej z 1907 roku, Poligraf, Brzezia Łąka 2013.
- Granice demokracji bezpośredniej. Wpływ szwajcarskiego systemu politycznego na proces integracyjny muzułmańskiej mniejszości religijnej, Poligraf, Brzezia Łąka 2014.
- Dysfunkcjonalność szwajcarskiej demokracji bezpośredniej, Adam Marszałek, Toruń 2016.
- Zwischen Krieg und Hoffnung. Internierung der 2. Polnischen Infanterieschützen-Division in der Schweiz 1940–45, Peter Lang, Frankfurt am Main 2016.
- Szwajcarska demokracja szansą dla Polski, PAFERE, Warszawa 2018.
- Polska semidemokracja. Dylematy oddolnej demokracji w III Rzeczpospolitej, WGP, Warszawa 2019.
- Ewolucja zamiast rewolucji. Przewodnik po demokracji oddolnej w Polsce | An Evolution Instead of a Revolution - A Guide to Grassroots Democracy in Poland, Warszawa 2020.